# Rhacaplacarus ortizi
Rhacaplacarus ortizi är en kvalsterart som först beskrevs av Pérez-Íñigo 1970.  Rhacaplacarus ortizi ingår i släktet Rhacaplacarus och familjen Phthiracaridae. Inga underarter finns listade i Catalogue of Life.